# 130-е годы
130-е (сто тридца́тые) го́ды по юлианскому календарю — промежуток времени с 1 января 130 года по 31 декабря 139 года, включающий 130 год 3-го десятилетия   и с 131 по 139 годы    4-го десятилетия II века 1-го тысячелетия.  Они закончились 1886 лет назад.

## Важнейшие события
- Император Адриан умер (138). Началось правление императора Антония Пия (с 138 по 161 г.). Введены законы, карающие господ за убийство рабов, предписывающие принудительную продажу рабов чрезмерно жестоких хозяев. Император единодушен с сенатом.

## Родились
- Ириней Лионский
- Авл Геллий — древнеримский писатель, знаток римской архаики.
- Авидий Кассий — римский узурпатор, недолгое время правивший в Египте и Сирии в 175 году.
- 15 декабря 130 — будущий Римский Император Луций Вер.

## Скончались
- 30 октября 130 — Антиной — греческий юноша, фаворит римского императора Адриана, утонул в Ниле.
- 24 декабря 130 — Император Кэйко — двенадцатый император Японии, полулегендарный монарх, правивший в 71—130 годах.
- Аполлодор из Дамаска — инженер, архитектор, конструктор и скульптор II века н. э.
- Ариадна Фригийская (Промисскея)[англ.] — христианская святая[1].
- Бальбина Римская — раннехристианская мученица. Святая Католической церкви
- Калоцер — святой мученик христианской церкви.
- апостол Кодрат — один из апостолов от семидесяти, епископ Афин, святой христианской церкви, первый из греческих апологетов. Умер от голода в темнице
- Крисцентиан — святой мученик римско-католической церкви.
- Публий Ювентий Цельс — римский юрист и государственный деятель, консул Римской империи (115, 129 гг.)
- Юлия Балбилла[англ.] — римская поэтесса